# Непалски језик
Непалски језик (Gurkhali, नेपाली) је језик из индоевропске породице језика. Непалски језик је матерњи језик за око половину становништва Непала, док већина осталих становника говори непалски као други језик. Овај језик се говори и на северу Индије, где је званични језик државе Сиким. Непалски језик се понекад назива гуркали или горкали, што би значило језик народа Гурка, и парбатија, „језик планина“. Кашкура је најстарији назив, што је језик народа Ка, индоаријевског народа, који је гајио пиринач у подручју западног Непала од праисторијских времена. Други традиционални језик овог подручја је камкура језик, група тибето-бурманских дијалеката из централног Непала, карактеристичних за народ Кам. Непалски је најисточнији од језика пахари, групе језика и дијалеката из подножја Хималаја. На овај језик су утицали тибето-бурмански језици и индоевропски језици. Непалски је веома сличан хиндију, али је конзервативнији, са мање персијских и енглеских позајмљеница, а више изворних израза из санскрита.
Непалским језиком говори око четвртина становништва Бутана. Непалски такође има значајан број говорника у државама Аруначал Прадеш, Асам, Химачал Прадеш, Манипур, Мегалаја, Мизорам и Утараканд. У Мјанмару њиме говоре бурмански Гурци. Непалска дијаспора на Блиском истоку, у Брунеју, Аустралији и широм света такође користи овај језик. Непалски говори око 16 милиона изворних говорника и још 9 милиона као други језик.

## Историја

### Настанак и развој
Рани облици данашњег непалског језика развили су се из средњеиндоаријевских апабрамских народних говора данашњег западног Непала током 10–14 века, за време краљевства Каса. Језик је еволуирао из санскрита, пракрита и апабрамса. Након пропадања краљевине Каса, она је подељена на Бајс Раџју (22 кнежевине) у региону Карнали-Бери и Чејбисе раџју (24 кнежевине) у региону Гандаки. Верује се да је тренутно популарна варијанта непалског језика настала пре око 500 година масовном миграцијом огранка народа Кас из Карнали-Бери-Сети на исток да би се населили у нижим долинама Карналија и басена Гандаки.
Током времена династије Сена, која је владала огромним подручјем у Терају и централним брдима Непала, непалски језик је потпао под утицај индијских језика укључујући авадхи, бхоџпури, браџ и маитхили. Говорници непалског језика и сенаси су били блиско повезани, а касније је овај језик постао лингва франка у тој области. Као резултат тога, граматика је постала поједностављена, речник је проширен, а његова фонологија је омекшана. Након што је синкретизован, непалски је изгубио већи део сложеног деклинационог система присутног у старијим језицима. У долини Катмандуа (тада познатој као Непалска Мандала), натписи на непалском језику могу се видети из времена владавине Лакшмија Нарасиме Мале и Пратапа Мале, што указује на значајан пораст говорника непалског у долини Катмандуа.

### Средњенепалски језик
Верује се да је институционализација непалског језика почела са Шахским краљевима краљевине Горка, у савременом округу Горка у Непалу. Након уједињења Непала, језик се преселио на двор Краљевине Непала у 18. веку, где је постао државни језик. Једно од најранијих дела на средњем Непалу написано је за време владавине Рам Шаха, краља Горке, књига непознатог писца под називом Ram Shah ko Jivani (Биографија Рам Шаха). Дело Дивиопадеш Притвија Нарајан Шаха, написано пред крај његовог живота, око 1774–75, садржи стари непалски дијалект тог доба, и сматра се првим есејистичким делом непалске књижевности.
Током овог времена Непал је развио стандардизовану прозу у Лал мохару (краљевској повељи)—документима који се односе на Непалско краљевство који се баве дипломатским списима, порезима и административним записима. Језик Лал мохара је скоро модеран са неким мањим разликама у граматици и са предмодерном ортографијом. Неколико промена укључујући промену Кари (करि) у Гари (गरि) и спајање Хуну (हन) са ча (छ) да би се створило хунча (हनछ) је урађено. Најистакнутије дело написано у то време је Банубакта Ачаријева Банубакта Рамајана, први превод епа Рамајана са санскрита на непалски. Ачаријин рад довео је до тога што неки описују као „културно, емоционално и језичко уједињење“ Непала, што је упоредиво са Притви Нарајан Шахом који је ујединио Непал.

### Модерни непалски језик
Модерни период Непала почиње почетком 20. века. Током овог времена, владајућа династија Рана је направила разне покушаје да непалски учини језиком образовања, посебно од стране Дева Шумшера и Чандре Шумшера Џунг Бахадур Ране, који су успоставили Горкапатру, односно Горка Баса Пракашини Самити. У то време, непалски је имао ограничену литературу у поређењу са хиндским и бенгалским језицима, те је покрет нарочито у Ванарасију и Дарџилинг започет с циљем стварања униформног непалског идентитета, који је касније усвојен у Непалу након Непалске револуције 1951. и током Панчајат система. Године 1957, основана је Краљевска непалска академија са циљем развоја и промоције непалске књижевности, културе, уметности и науке. Током Панчајата, Непал је усвојио идеологију „Један краљ, једна одежда, један језик, једна нација“, која је промовисала непалски језик као основу за непалски национализам, и овај период се сматра златним добом непалског језика.
У Западном Бенгалу, непалски језик је признала влада Западног Бенгала 1961. године као службени језик за округ Дарџилинг, Калимпонг и Курсеонг. Покрет за непалски језик је настао у Индији током 1980-их с циљем укључивања непалског језика у Осми додатак Уставу Индије. Године 1977, непалски је званично прихваћен од стране Сахитја академије, организације посвећене промоцији индијске књижевности. Након што је Индија припојила Сиким, Закон о званичним језицима Сикима из 1977. године учинио је непалски једним од службених језика државе. Дана 20. августа 1992. године, Лок Саба је усвојио предлог за додавање непалског језика у Осми прилог.

## Примери
- намасте नमस्ते—поздрав: „поздрављам Бога у теби“
- тапаин ко наам ке хо? तँपाईको नाम के हो? - Како се зовеш?
- меро наам аалок хо मेरो नाम आलोक हो - Зовем се Алок.
- кааТхмаДау јаане бааТо дераи лаамо ча. काठमाडौँ जाने बाटो धेरै लामो छ - Пут до Катмандуа је веома дуг.
- непалма банеко. नेपालमा बनेको - Произведено у Непалу.
- Ма Непали ху. म नेपाली हूँ - Ја сам Непалац.
- Пугјо. पुग्यो - Довољно је.